# Plesioneuron croftii
Plesioneuron croftii är en kärrbräkenväxtart som beskrevs av Holtt. Plesioneuron croftii ingår i släktet Plesioneuron och familjen Thelypteridaceae. Inga underarter finns listade.